# جشنواره بین‌المللی آواز سوپوت
جشنواره بین‌المللی آواز سوپوت یک مسابقه بین‌المللی سالانه آهنگ است که در سوپوت لهستان برگزار می شود.  این جشنواره بزرگترین جشنواره موسیقی لهستان به همراه جشنواره ملی آواز لهستانی در اوپوله و یکی از بزرگترین مسابقات آواز در اروپا است.

## تاریخ

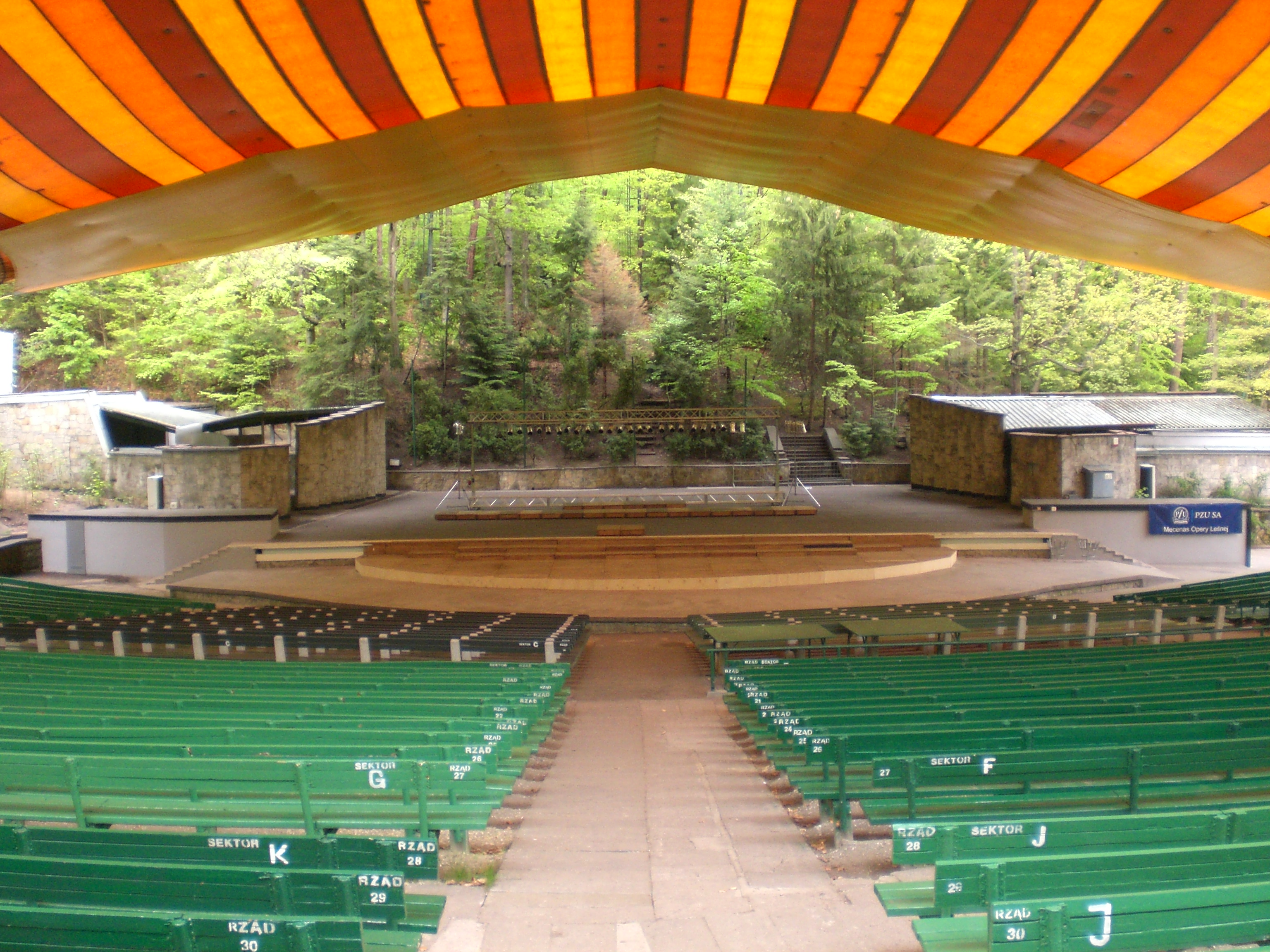
اپرای جنگل در سوپوت (۲۰۰۷)

اولین جشنواره Sopot در سال ۱۹۶۱ توسط ولادیسلاو اشپیلمان و با کمک شیمون زاکشفسکی از مدیریت هنرمندان لهستان (PAGART) آغاز و سازماندهی شد.  سه دوره اول در سالن کشتی سازی گدانسک (۱۹۶۱–۱۹۶۳) برگزار شد و پس از آن جشنواره به اپرای جنگل منتقل شد. جایزه اصلی Amber Nightingale در بیشتر تاریخ خود بوده است.
بین سالهای ۱۹۷۷ و ۱۹۸۰ با مسابقه آهنگ Intervision جایگزین شد، که همچنان در Sopot برگزار می شد. برخلاف مسابقه آواز یوروویژن، جشنواره بین‌المللی موسیقی سوپوت اغلب فرمول‌های خود را برای انتخاب برنده تغییر می داد و مسابقات مختلفی را برای شرکت کنندگان خود ارائه می داد. به عنوان مثال، در چهارمین جشنواره آهنگ Intervision (که در سوپوت ۲۰ تا ۲۳ اوت ۱۹۸۰ برگزار شد) دو رقابت مؤثر بود، یکی برای هنرمندان نماینده شرکت های تلویزیونی، و دیگری برای کسانی که نمایندگی شرکت های ضبط صدا را دارند. در ابتدا هیئت داوران شایستگی‌های هنری ترانه‌های وارد شده را در نظر گرفتند. در حالی که در مرحله دوم، اجرای هنرمندان را داوری کردند. 
این جشنواره همیشه پذیرای آکت‌های غیراروپایی بوده و کشورهایی مانند کوبا، جمهوری دومنیکن، مغولستان، نیوزلند، نیجریه، پرو، آفریقای جنوبی و بسیاری دیگر در این رویداد حضور داشته اند.
این مسابقه در دهه ۱۹۸۰ محبوبیت خود را در لهستان و خارج از کشور از دست داد، در دهه ۱۹۹۰ بیشتر کاهش یافت و سازماندهی نسبتاً غیرقابل قبول توسط TVP باعث شد مقامات سوپوت برگزاری جشنواره بین‌المللی آهنگ سوپوت ۲۰۰۵ را به یک کانال تلویزیونی خصوصی TVN اختصاص دهند.
از سال ۱۹۹۹، مسابقه‌ای وجود نداشت. TVP ترجیح داد به جای آن از هنرمندان شناخته شده‌ای دعوت کند که در آن می توان به ویتنی هوستون، تینا ترنر، The Corrs، لیونل ریچی، UB40، ریکی مارتین و Simply Red برای اجرای برنامه اشاره کرد. در سال ۲۰۰۵، TVN رقابت بین‌المللی را دوباره برگرداند و مسئولیت TVP را بر عهده گرفت و در سال ۲۰۰۶ از التون جان و کتی ملوا دعوت کرد. جشنواره بین‌المللی آواز سوپوت به دلیل توانایی در جذب مجریان ستاره معمولاً بزرگتر از جشنواره بین‌المللی آواز بنیدورم است.

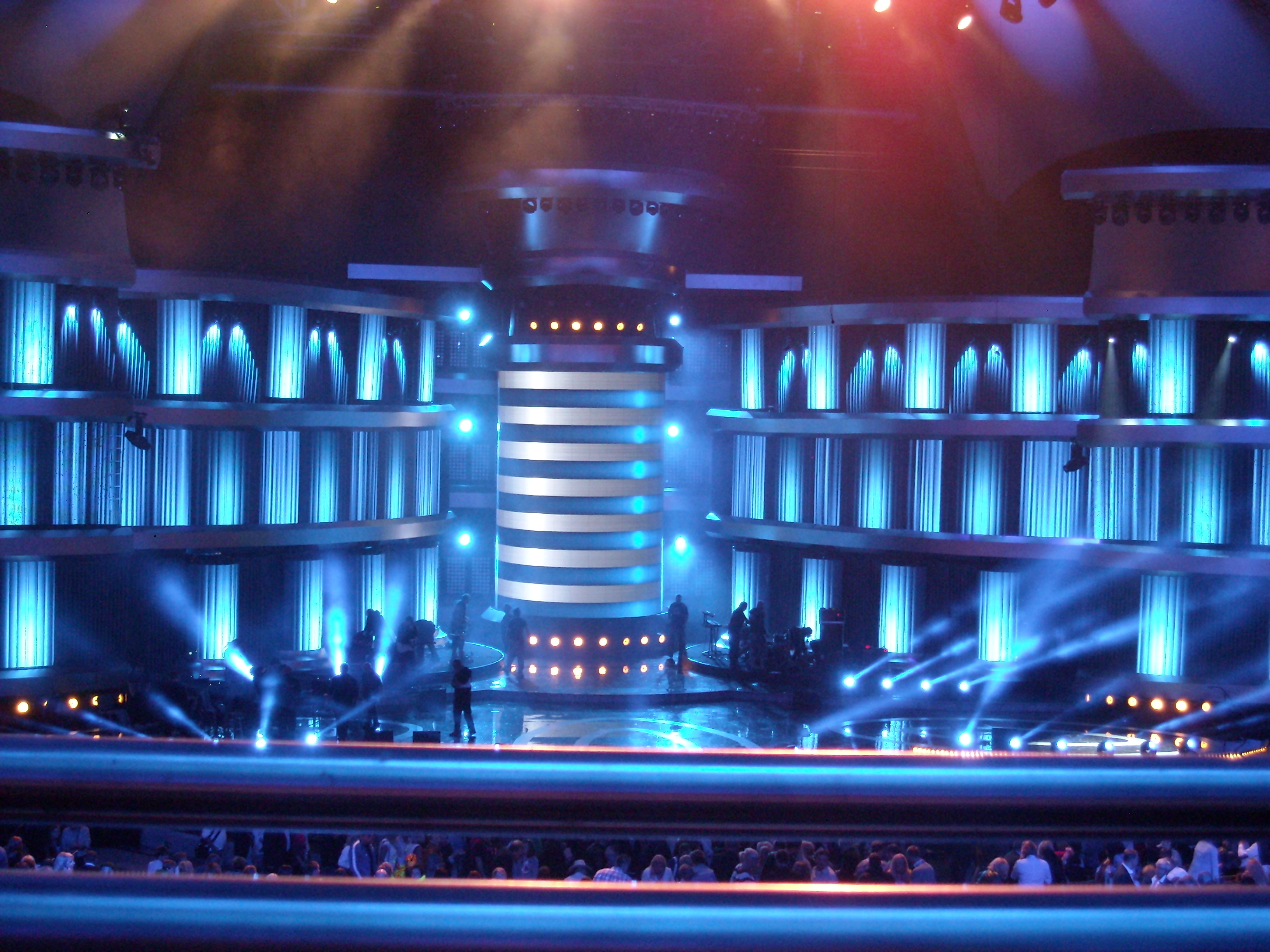
صحنه ای برای Sopot Top Of The Top Festival ۲۰۱۳

در سال ۲۰۱۰ و ۲۰۱۱، جشنواره به دلیل بازسازی اپرای جنگل برگزار نشد. از سال ۲۰۱۳ به این جشنواره Sopot Top Of The Top Festival گفته می شود و هر ساله توسط Polsat پخش می شود. در سال ۲۰۱۴، این نام به جشنواره Polsat Sopot تغییر یافت. در سال ۲۰۱۵، Polsat تصمیم گرفت که جشنواره را برگزار نکند. با این حال ، مسئولان شهر تصمیم گرفتند در این سال یک جشنواره یک روزه در سوپوت ترتیب دهند، اما بدون پخش تلویزیون. 
در سال ۲۰۱۶، این کنسرت به دلیل نداشتن یک شریک تلویزیونی که ابتدا قرار بود TVP باشد، برگزار نشد.  پس از یک سال وقفه، تصمیم به احیای جشنواره گرفته شد. از سال ۲۰۱۷ باز توسط TVN برگزار می شود.
این جشنواره همچنین فرصتی برای گوش دادن به ستاره‌های بین‌المللی فراهم کرد. در گذشته، چارلز آزناوور، بونی ام، جانی کش را نمایان کرد و اخیراً: چاک بری، ونسا مای، آنی لنوکس، بلیندا کارلیس، وایا کان دیوس، کریس ریا، تانیتا تیکارام، لا تویا جکسون، کاجاگوگو و گوران برگوویچ، آناستازیا.

## برندگان سال
این لیست فقط برندگان معتبرترین مسابقات جشنواره موسیقی سوپوت را شامل می شود. بعضی اوقات مسابقه ای مسابقه را تحت‌الشعاع زمان قرار می دهد. Grand Prix de disque معتبرترین جایزه بین سالهای ۱۹۷۴ و ۱۹۷۶ و مسابقه آهنگ Intervision طی سالهای ۱۹۷۷–۸۰ بود.
در این جشنواره همچنین جوایزی برای بهترین تفسیر در دهه ۱۹۶۰ ، امبر نایتینگدیل در دهه ۱۹۸۰ و ۱۹۹۰ و برنده روز لهستان از دهه ۱۹۶۰ تا دهه ۱۹۸۰ به بعد اهدا شده است. 
| سال                                                         | تاریخ              | کشور                | اجراکننده             | آهنگ                                        |
| ----------------------------------------------------------- | ------------------ | ------------------- | --------------------- | ------------------------------------------- |
| 1961–1973: Price for the Masterpiece                        |                    |                     |                       |                                             |
| ۱۹۶۱                                                        | ۲۵–۲۷ اوت          | سوئیس               | Jo Rolland            | "Nous Deux"                                 |
| ۱۹۶۲                                                        | ۶–۸ ژوئیه          | یونان               | Jeanne Yovanna        | "Ti Krima"                                  |
| ۱۹۶۳                                                        | ۱۵–۱۸ اوت          | اتحاد جماهیر شوروی  | Tamara Miansarova     | "Pust vsiegda budiet solnce" (ex-aequo)     |
| ۱۹۶۳                                                        | ۱۵–۱۸ اوت          | فرانسه              | Simone Langlois       | "Toi et ton sourire" (ex-aequo)             |
| ۱۹۶۴                                                        | ۶–۱۲ اوت           | یونان               | Nadia Constantopoulou | "Je te remercie mon coeur"                  |
| ۱۹۶۵                                                        | ۵–۸ اوت            | کانادا              | Monique Leyrac        | "Mon pays"                                  |
| ۱۹۶۶                                                        | ۲۵–۲۸ اوت          | ایالات متحده آمریکا | Lana Cantrell         | "I'm all smiles"                            |
| ۱۹۶۷                                                        | ۱۷–۲۰ اوت          | لهستان              | Dana Lerska           | "Po prostu jestem"                          |
| ۱۹۶۸                                                        | ۲۲–۲۵ اوت          | لهستان              | Urszula Sipińska      | "Po ten kwiat czerwony"                     |
| ۱۹۶۹                                                        | ۲۱–۲۴ اوت          | سوئیس               | Henri Dès             | "Maria Consuella"                           |
| ۱۹۷۰                                                        | ۲۷–۳۰ اوت          | کانادا              | Robert Charlebois     | "Ordinaire"                                 |
| ۱۹۷۱                                                        | ۲۶–۲۹ اوت          | بریتانیا            | Samantha Jones        | "He Moves Me"                               |
| ۱۹۷۲                                                        | ۲۳–۲۶ اوت          | اتحاد جماهیر شوروی  | Lev Leschchenko       | "Ja ne byl z nim znakom" (ex-aequo)         |
| ۱۹۷۲                                                        | ۲۳–۲۶ اوت          | لهستان              | Andrzej Dąbrowski     | "Do zakochania jeden krok" (ex-aequo)       |
| ۱۹۷۳                                                        | ۲۱–۲۵ اوت          | بریتانیا            | Tony Craig            | "Can You Feel It" and "I Think Of You Baby" |
| 1974–1976: Grand Prix de disque                             |                    |                     |                       |                                             |
| ۱۹۷۴                                                        | ۲۱–۲۴ اوت          | فنلاند              | Marion Rung           | "Uskon lauluun"                             |
| ۱۹۷۵                                                        | ۲۰–۲۳ اوت          | بریتانیا            | Glen Weston           | "I Still Love You"                          |
| ۱۹۷۶                                                        | ۲۴–۲۹ اوت          | اتحاد جماهیر شوروی  | Irina Ponarovskaya    | "Toropos"                                   |
| 1977–1980: Intervision Song Contest                         |                    |                     |                       |                                             |
| ۱۹۷۷                                                        | ۲۴–۲۷ اوت          | چکسلواکی            | Helena Vondráčková    | "Malovaný džbánku"                          |
| ۱۹۷۸                                                        | ۲۳–۲۶ اوت          | اتحاد جماهیر شوروی  | Alla Pugacheva        | "Vsyo mogut koroli"                         |
| ۱۹۷۹                                                        | ۲۲–۲۵ اوت          | لهستان              | Czesław Niemen        | "Nim przyjdzie wiosna"                      |
| ۱۹۸۰                                                        | ۲۰–۲۳ اوت          | فنلاند              | Marion Rung           | "Hyvästi yö"                                |
| No festival held 1981–1983 due to martial law               |                    |                     |                       |                                             |
| 1984–1987: Sopot Music Festival Grand Prix                  |                    |                     |                       |                                             |
| ۱۹۸۴                                                        | ۱۵–۱۸ اوت          | لهستان              | Krystyna Giżowska     | "Blue Box"                                  |
| ۱۹۸۵                                                        | ۲۱–۲۴ اوت          | سوئد                | Herreys               | "Summer Party"                              |
| ۱۹۸۶                                                        | ۲۰–۲۳ اوت          | ایالات متحده آمریکا | Mara Getz             | "Hero Of My Heart"                          |
| ۱۹۸۷                                                        | ۱۹–۲۲ اوت          | آلمان غربی          | Double Take           | "Rockola"                                   |
| 1988–1990: Golden Disc                                      |                    |                     |                       |                                             |
| ۱۹۸۸                                                        | ۲۰–۲۳ اوت          | ایالات متحده آمریکا | Kenny James           | "The Magic In You"                          |
| ۱۹۸۹                                                        | ۱۶–۱۹ اوت          | نروژ                | Dance with a Stranger | "By"                                        |
| ۱۹۹۰                                                        | ۱۵–۱۸ اوت          | لهستان              | Lora Szafran          | "Zły chłopak" and "Trust Me At Once"        |
| 1991–1993: Sopot Music Festival Grand Prix                  |                    |                     |                       |                                             |
| ۱۹۹۱                                                        | ۲۲–۲۵ اوت          | لتونی               | New Moon              | "Ice"                                       |
| ۱۹۹۲                                                        | ۲۷–۳۰ اوت          | اتریش               | Mark Andrews          |                                             |
| ۱۹۹۳                                                        | ۲۶–۲۸ اوت          | لیتوانی             | Arina                 | "Rain Is Coming Down"                       |
| 1994–2004: Sopot Music Festival Grand Prix (with TVP)       |                    |                     |                       |                                             |
| ۱۹۹۴                                                        | ۲۶–۲۷ اوت          | لهستان              | Varius Manx           | "Zanim zrozumiesz"                          |
| ۱۹۹۵                                                        | ۲۵–۲۶ اوت          | لهستان              | Kasia Kowalska        | "Jak rzecz" and "A to co mam"               |
| ۱۹۹۶                                                        | ۲۲–۲۴ اوت          | No competition held | No competition held   | No competition held                         |
| ۱۹۹۷                                                        | ۲۲–۲۳ اوت          | هلند                | Total Touch           | "Somebody Else's Lover"                     |
| ۱۹۹۸                                                        | ۲۱–۲۲ اوت          | ایتالیا             | Alex Baroni           | "Male che fa male"                          |
| ۱۹۹۹                                                        | ۲۰–۲۲ اوت          | لهستان              | Małgorzata Ostrowska  | "Lawa"                                      |
| ۲۰۰۰                                                        | ۱۸–۱۹ اوت          | جمهوری چک           | Helena Vondráčková    | "Veselé Vánoce a šťastný nový rok"          |
| ۲۰۰۱                                                        | ۲۴–۲۵ اوت          | بلژیک               | Natacha Atlas         | "Ayeshteni"                                 |
| ۲۰۰۲                                                        | ۲۳–۲۴ اوت          | لهستان              | Irena Santor          | "Jeszcze kochasz mnie”                      |
| ۲۰۰۳                                                        | ۲۲–۲۳ اوت          | لهستان              | Skaldowie             | "Hymn o miłości"                            |
| ۲۰۰۴                                                        | ۲۰–۲۱ اوت          | No competition held | No competition held   | No competition held                         |
| 2005–2011: Sopot Music Festival Grand Prix (with TVN)       |                    |                     |                       |                                             |
| ۲۰۰۵                                                        | ۲–۴ سپتامبر        | لهستان              | Andrzej Piaseczny     | "Z głębi duszy" (all-Polish contest)        |
| ۲۰۰۶                                                        | ۱–۳ سپتامبر        | بریتانیا            | Mattafix              | "Big City Life"                             |
| ۲۰۰۷                                                        | ۳۱ اوت – ۲ سپتامبر | لهستان              | Feel                  | "A gdy już jest ciemno"                     |
| ۲۰۰۸                                                        | ۲۳–۲۴ اوت          | سوئد                | Oh Laura              | "Release Me"                                |
| ۲۰۰۹                                                        | ۱ ژوئن             | استرالیا            | Gabriella Cilmi       | "Sweet About Me"                            |
| No festival held 2010–2011 due to the sovereign debt crisis |                    |                     |                       |                                             |
| 2012–2013: Sopot Top Of The Top Festival (with Polsat)      |                    |                     |                       |                                             |
| ۲۰۱۲                                                        | ۲۴–۲۵ اوت          | سوئد                | Eric Saade            | "Hotter Than Fire"                          |
| ۲۰۱۳                                                        | ۲۳–۲۴ اوت          | فرانسه              | Imany                 | "You Will Never Know"                       |
| 2014: Polsat Sopot Festival                                 |                    |                     |                       |                                             |
| ۲۰۱۴                                                        | ۲۲–۲۳ اوت          | لهستان              | Ewa Farna             | "Cicho"                                     |
| 2015: Sopot Festival                                        |                    |                     |                       |                                             |
| ۲۰۱۵                                                        | ۲۱ اوت             | No competition held | No competition held   | No competition held                         |
| No festival held in 2016 due to lack of broadcaster         |                    |                     |                       |                                             |
| Since 2017: Top of the Top Sopot Festival (with TVN)        |                    |                     |                       |                                             |
| ۲۰۱۷                                                        | ۱۸–۲۰ اوت          | No competition held | No competition held   | No competition held                         |
| ۲۰۱۸                                                        | ۱۴–۱۶ اوت          | روسیه               | Mihail                | "Who You Are"                               |
| ۲۰۱۹                                                        | ۱۳–۱۵ اوت          | سوئد                | Frans                 | "If I Were Sorry"                           |
| No festival held in 2020 due to the COVID-19 pandemic       |                    |                     |                       |                                             |